# Прок, Ханна
Ханна Прок (нем. Hannah Prock; род. 2 февраля 2000, Инсбрук) — австрийская саночница. Серебряный призёр чемпионата мира 2019 года в командных состязаниях. Призёр Чемпионата мира среди юниоров 2017 года (U-23). Призёр этапов Кубка мира сезона 2018/2019 года. Член сборной Австрии по санному спорту.

## Биография
Ханна — дочь многократного чемпиона мира и Европы по санному спорту Маркуса Прока. Ее сестра Нина также выступала в этом виде спорта. 
Она начала соревноваться за сборную Австрии в различных молодежных соревнованиях. Её лучший результат - серебряная медаль в одиночном разряде на юношеском чемпионате мира в Оберхофе 2017 года.
Она занимается в спортивном клубе РРЦ Инсбрук и регулярно с 2017 года привлекается в национальную команду Австрии. 
По итогам сезона в Кубке мира 2017/18 она заняла 31 место.
В 2018 году в Пхенчхане Прок впервые участвовала в Олимпийских играх. В итоговом протоколе она заняла 17-е место.
В начале января 2019 года, на этапе Кубка мира 2018/2019 года в Кёнигсзее, Ханна, заняла третье место. Это первый подиум австрийской спортсменки на этапах Кубка мира.